# Theloderma laeve
Espèce
Synonymes
- Philautus laevis Smith, 1924
- Chirixalus laevis (Smith, 1924)
- Chiromantis laevis (Smith, 1924)
- Theloderma bambusicolum Orlov, Poyarkov, Vassilieva, Ananjeva, Nguyen, Sang & Geissler, 2012

Statut de conservation UICN

 DD  : Données insuffisantes
Theloderma laeve est une espèce d'amphibiens de la famille des Rhacophoridae.

## Répartition
Cette espèce est endémique du Viêt Nam. Elle se rencontre dans les provinces de Nghệ An, de Gia Lai, de Đắk Lắk, de Đắk Nông, de Bình Phước et de Lâm Đồng, entre 700 et 1 200 m d'altitude. Elle a été découverte sur le plateau de Lang Bian.

## Taxinomie
L'espèce Theloderma bambusicolum a été placée en synonymie avec Theloderma laeve par Poyarkov et al. en 2015.

## Publication originale
- Smith, 1924 : New tree-frogs from Indochina and the Malay Peninsula. Proceedings of the Zoological Society of London, vol. 1924, p. 225-234.